# Apokal
Pour plus de détails, voir Fiche technique et Distribution.
Apokal est un film allemand réalisé par Paul Anczykowski, sorti en 1971.

## Fiche technique
- Titre : Apokal
- Réalisation : Paul Anczykowski
- Scénario : Paul Anczykowski
- Musique : Peter Janssens
- Photographie : Leander R. Loosen
- Société de production : Anczy-Film Produktion
- Pays :  Allemagne de l'Ouest
- Genre : Drame
- Durée : 86 minutes
- Dates de sortie : 
  -  France : 1971 (Festival de Cannes)
  -  Allemagne de l'Ouest : 2 juin 1972

## Distribution
- Christoph Nel : Carmann
- Rotraut de Nève : Catinka
- Heinrich Clasing : le peintre
- Dorit Amann : Gala
- Cornelia Niemann : Pila
- Inken Sommer : Lucia
- Tilo Prückner : Miles
- Heinrich Giskes : Ariel
- Ernst Kettenstedte
- Manfred Günther

## Distinctions
Le film a été présenté en sélection officielle en compétition au Festival de Cannes 1971.